# 茨島跨線橋
茨島跨線橋（ばらしまこせんきょう）は、岩手県盛岡市にある国道4号・国道281号・国道282号の跨線橋である。

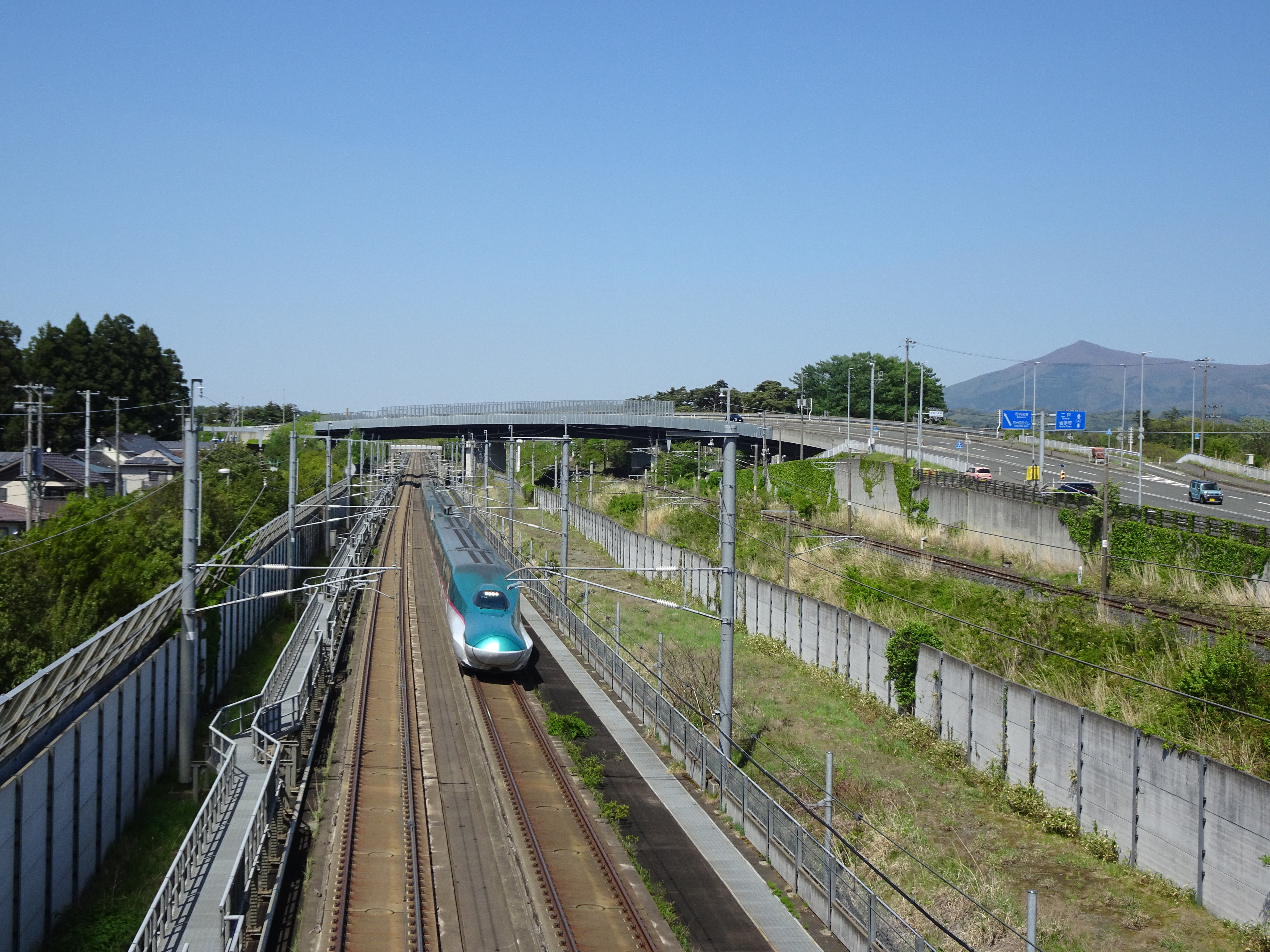
茨島跨線橋

## 概要
盛岡市下厨川にあり、東北新幹線とIGRいわて銀河鉄道いわて銀河鉄道線をまたぐ。1964年に完成した初代の橋は歩道なしの片側1車線だった。1970年の岩手国体開催以降、沿道の急速な都市化進展・人口増加によって交通量が急増し渋滞が慢性化するようになった。さらに築30年以上経過した初代の橋は老朽化が進み耐震性に問題が生じたことから、東北新幹線の盛岡駅以北延伸に合わせて1999年より架け替えおよび片側2車線拡幅工事に着手。2002年に完成した。これに伴い前後にある市道との交点は平面交差からハーフインターチェンジに変わっている（南ハーフは花巻市方面のみ、北ハーフは二戸市方面のみに各々接続。二戸方面への北行きは当跨線橋に入ると滝沢市へ達するまで他の一般道へ出られない）。
2代目となる現橋は分離帯付き片側2車線。両側に幅3mの歩道を備えているほか、冬期間におけるスリップ事故対策として歩車道双方に融雪ヒーターも埋め込まれている。さらに新幹線をまたぐことから、線路への転落防止柵は従来より背の高い頑丈なものが設置されている。